# Xi Jinping
En aquest nom xinès, el cognom és Xi.
  Xi Jinping  (xinès simplificat: 习近平)  (Pequín, 15 de juny de 1953) és l'actual Secretari General del Partit Comunista Xinès i president de la Comissió Militar Central (reelegit pels dos càrrecs durant el Comitè Central del Partit Comunista Xinès del 23 de novembre de 2022), i President de la República Popular de la Xina.

## Biografia
Xi Jinping va néixer a Pequín el 15 de juny de 1953 i és el segon fill de Xi Zhongxun (1913-2002) que, després de la fundació de la República Popular de la Xina el 1949 per Mao Zedong, va ocupar una sèrie de càrrecs, incloent cap de propaganda del partit, viceprimer ministre i vicepresident del Congrés Nacional Popular. Xi tenia dues germanes grans, Qiaoqiao (齐桥桥; Qí qiáoqiáo) , nascuda el 1949 i An'an (安安; Ān'ān), nascuda el 1952. El pare de Xi era de la regió de Fuping, Shaanxi.
Xi va anar a l'escola número 25 de Pequín, i després a l'escola Beijing Bayi, als anys seixanta. Es va fer amic de Liu He, que va assistir a l'escola número 101 de Pequín al mateix districte, que més tard es va convertir en el viceprimer ministre de la Xina i en un assessor proper de Xi després que es convertís en el President de la República Popular de la Xina (RPX). El 1963, quan tenia 10 anys, el seu pare va ser depurat del partit i enviat a treballar a una fàbrica de tractors de Luoyang, Henan. El maig de 1966, la Revolució Cultural va interrompre l'educació secundària de Xi quan es van aturar totes les classes secundàries perquè els estudiants critiquessin els seus professors. Militants estudiantils van saquejar la casa de la família Xi i una de les germanes de Xi, Xi Heping, es va suïcidar de la pressió. Més tard, la seva mare es va veure obligada a denunciar públicament el seu pare, quan va ser exposant davant una multitud com a enemic de la revolució. El 1968, quan Xi tenia 15 anys, el seu pare va ser empresonat. Sense la protecció del seu pare, Xi va ser enviat a treballar al poble de Liangjiahe (prefactura de Yan'an, a Shaanxi) el 1969 en el Moviment Baixar al camp. Va treballar com a secretari del partit de Liangjiahe, on vivia en una casa cova. Després d'uns mesos, incapaç de suportar la vida rural, va fugir cap a Pequín on va ser arrestat per desertor i enviat a un camp de treball per excavar, però més tard va tornar al poble i hi va passar un total de set anys.
La repressió que va patir la seva família durant els seus primers anys van endurir la visió de Xi sobre la política. Durant una entrevista feta el 2000, va dir: "Les persones que tenen poc contacte amb el poder, que estan lluny d'ell, sempre veuen aquestes coses com a misterioses i noves. Però el que veig no són només les coses superficials: el poder, les flors, la glòria, els aplaudiments. Veig els bous i com la gent pot tenir fred i calor. Entenc la política a un nivell més profund".
Després de ser rebutjat set vegades, Xi es va unir a la Lliga de la Joventut Comunista de la Xina el 1971 fent amistat amb un funcionari local. Es va reunir amb el seu pare el 1972, en una reunió familiar permesa pel primer ministre Zhou Enlai. El 1973 va sol·licitar l'adhesió al Partit Comunista Xinès fins a deu vegades i finalment va ser acceptat l'any següent, el 1974.
Del 1975 al 1979, Xi va estudiar enginyeria química a la Universitat Tsinghua de Pequín com a "estudiant obrer-camperol-soldat". Allà van dedicar al voltant del 15% del seu temps a estudiar el marxisme – leninisme – pensament de Mao Zedong i el 5% del seu temps a treballar a la granja i "aprendre de l'Exèrcit d'Alliberament Popular". Més tard, va obtenir el doctorat en Dret (teoria marxista) a l'Escola d'Humanitats i Ciències Socials d'aquesta mateixa universitat.

### Vida familiar i fortuna
Xi es va casar per primer cop l'any 1980 amb Ke Lingling, filla de Ke Hua ambaixador xinès al Regne Unit. Divorciat el 1983 es va tornar a casar amb Peng Liyuan, famosa cantant i actriu, que a 18 anys va ingressar al cos de dansa i cant de l'exèrcit (on va assolir el rang de general) i en el temps ha esdevingut una figura molt popular arreu del país. Tenen una filla Mingze, que l'any 2010 es va matricular a la Universitat Harvard.
El juny de 2012 el setmanari econòmic editat per Bloomberg va publicar un article sobre la fortuna de Xi i de la seva família, especialment amb relació a la germana gran de Xi, Qi Qiaoqiao, el marit d'aquesta Deng Jiagui i la filla d'ella, Zhang Yannan, vinculats a diferents grups empresarials, com el Yuanwei Group i altres. L'article va ser censurat a la Xina, tot i que no s'implicava a Xi en cap mena de malversació.

### Ascens al poder
Del 1979 al 1982, Xi va exercir de secretari de l'ex subordinat del seu pare Geng Biao, l'aleshores viceprimer ministre i secretari general de la Comissió Militar Central. És aquí quan Xi guanya alguna experiència en l'àmbit militar. El 1985, com a part d'una delegació xinesa per estudiar l'agricultura dels Estats Units, es va allotjar a casa d'una família estatunidenca a la ciutat de Muscatine, Iowa. Es diu que aquest viatge i la seva estada de dues setmanes amb una família dels Estats Units van tenir un gran impacte en ell i les seves opinions sobre els Estats Units.
El 1982 va ser enviat al comtat de Zhengding (Hebei) com a vicesecretari del partit al comtat. Va ser ascendit el 1983 a secretari, i es va convertir en el màxim funcionari del comtat. Posteriorment, Xi va servir a quatre províncies durant la seva carrera política regional: Hebei (1982–1985), Fujian (1985–2002), Zhejiang (2002–2007) i Shanghai (2007). Xi va ocupar càrrecs al comitè del partit municipal de Fuzhou i es va convertir en el president de l'escola del partit a Fuzhou el 1990. El 1997 va ser nomenat membre suplent del 15è Comitè Central del Partit Comunista de la Xina. Tanmateix, dels 151 membres suplents del Comitè Central elegits al 15è Congrés del Partit, Xi va rebre el menor nombre de vots a favor, situant-lo l'últim en el rànquing de membres, aparentment a causa de la seva condició de Príncep roig.
Del 1998 al 2002, Xi va estudiar teoria marxista i educació ideològica a la Universitat Tsinghua, es va graduar amb un doctorat en dret i ideologia el 2002. El 1999 va ser ascendit al càrrec de vicegovernador de Fujian i es va convertir en governador un any després. A Fujian, Xi va fer esforços per atreure inversions de Taiwan i enfortir el sector privat de l'economia provincial. El febrer de 2000, ell i el llavors secretari del partit provincial Chen Mingyi van ser cridats davant els màxims membres del Comitè Permanent del Buró Polític del Partit Comunista de la Xina: el secretari general Jiang Zemin, el primer ministre Zhu Rongji, el vicepresident Hu Jintao i el secretari d'Inspecció de disciplina Wei Jianxing per explicar els esdeveniments de l'escàndol de Yuanhua, un cas de corrupció notable amb un home de negocis.
El 2002, Xi va deixar Fujian i va assumir càrrecs polítics a Zhejiang. Finalment, va assumir el càrrec de secretari provincial del Comitè del Partit després de diversos mesos com a governador en funcions, ocupant un càrrec provincial per primera vegada en la seva carrera. El 2002 va ser elegit membre numerari del 16è Comitè Central, un ascens a l'escena nacional. Mentre estava a Zhejiang, Xi va aconseguir taxes de creixement d'una mitjana del 14% anual. La seva carrera a Zhejiang va estar marcada per una postura dura i directa contra funcionaris corruptes. Això li va valer un nom als mitjans de comunicació nacionals i va cridar l'atenció dels màxims líders xinesos.
Després de l'acomiadament del secretari del partit de Shanghai, Chen Liangyu, el setembre del 2006 a causa d'un escàndol de fons de seguretat social, Xi va ser traslladat a Shanghai el març del 2007, on va ser-hi el secretari del partit durant set mesos. A Shanghai, Xi va evitar problemes i era conegut per ser molt estricte amb la disciplina del partit. Per exemple, els administradors de Shanghai van intentar guanyar-li el favor organitzant un tren especial per transportar-lo entre Shanghai i Hangzhou perquè completés el traspàs de feines al seu successor, però segons sembla, Xi es va negar a agafar el tren, citant una regulació del partit poc aplicada que estipulava que els trens especials només es podrien reservar per als "líders nacionals". Mentre era Shanghai, va treballar per preservar la unitat de l'organització del partit local. Va prometre que no hi haurà "purgues" durant la seva administració, tot i que es creia que molts funcionaris locals havien estat implicats en l'escàndol de corrupció de Chen Liangyu. En la majoria de qüestions, Xi es va fer ressò en gran manera de la línia del lideratge central.
L'octubre de 2007 va ser nomenat membre, el 6è segons el protocol, del Comitè Permanent del Buró Polític del Comitè Central del Partit Comunista de la Xina. L'11 de febrer de 2008 va ser nomenat encarregat dels preparatius i seguretat dels Jocs Olímpics de Pequín 2008, confirmant les sospites que Xi seria nomenat proper vicepresident. També es va ocupar dels afers relacionats amb Macau i Hong Kong.
El 15 de març de 2008 va ser elegit vicepresident de la República Popular de la Xina, a l'11a Assemblea Popular Nacional de la Xina, a la vegada que Hu Jintao va ser reelegit president.
L'18 d'octubre de 2010, Xi va ser nomenat vicepresident de la Comissió Militar Central, d'aquesta manera passa a ocupar llocs destacats en l'exèrcit, el partit i el govern central, i les probabilitats que passi a Hu Jintao s'incrementen, ja que amb aquest nomenament és considerat l'hereu del president Hu Jintao, el 2013.

### Membre del Comitè Permanent del Politburó
Xi va ser nomenat membre del Comitè Permanent del Politburó del Partit Comunista de la Xina al 17è Congrés del Partit, a l'octubre del 2007. Va ser nomenat per sobre de Li Keqiang, fet que suposava succeir Hu Jintao com a següent líder de la Xina. A més, Xi també va ocupar el càrrec de primer secretari del Secretariat Central del Partit Comunista. Durant l'11è Congrés Popular Nacional del març de 2008, quan Xi va ser elegit vicepresident de la República Popular de la Xina. Després del seu ascens, Xi va mantenir una àmplia gamma de carteres: va ser encarregat dels preparatius dels Jocs Olímpics d'Estiu de 2008 a Pequín, a més de ser la figura principal del govern central en els assumptes relacionats amb Hong Kong i Macau. A més, també es va convertir en el nou president de l'Escola del Partit Central del Partit Comunista de la Xina, l'escola de formació de quadres del partit i d'educació ideològica. Després del terratrèmol de Sichuan de 2008, Xi va visitar zones de desastre a Shaanxi i Gansu. Va fer el seu primer viatge a l'estranger com a vicepresident a Corea del Nord, Mongòlia, Aràbia Saudita, Qatar i el Iemen del 17 al 25 de juny de 2008. Després dels Jocs Olímpics, Xi va rebre l'encàrrec del president del comitè per als preparatius de les celebracions del 60è aniversari de la fundació de la República Popular de la Xina. Segons els informes, també va estar al capdavant d'un comitè del Partit Comunista de primer nivell batejat amb el nom del Projecte 6521, encarregat d'assegurar l'estabilitat social durant una sèrie d'aniversaris políticament sensibles el 2009.
La posició de Xi com a aparent successor de Hu Jintao es va veure amenaçada pel ràpid ascens de Bo Xilai, el secretari del partit de Chongqing en aquell moment. S'esperava que Bo s'unís al Comitè Permanent del Politburó al 18è Congrés del Partit, amb la possibilitat de crear un contrapès a Xi, o fins i tot substituir-lo. Les polítiques de Bo a Chongqing van ser imitades a tota la Xina i van rebre elogis del mateix Xi durant la seva visita a Chongqing el 2010. Els registres d'elogis de Xi es van esborrar després que es convertís en el líder. La posició de Xi com a successor es va assegurar amb la caiguda de Bo després de l'incident de Wang Lijun, en el qual va declarar al consulat dels Estats Units de la Xina l'encobriment de l'assassinat del britànic Neil Heywood.
Xi és considerat un dels membres amb més èxit dels Prínceps rojos, un grup de polítics descendents dels primers revolucionaris xinesos. Quan va ser preguntat per Xi, l'ex primer ministre de Singapur, Lee Kuan Yew, va dir que "El situaria en la classe de persones de Nelson Mandela. Una persona amb una enorme estabilitat emocional que no permet que les seves desgràcies personals ni els seus sofriments afectin el seu judici. En altres paraules, és impressionant". L'exsecretari del Tresor dels Estats Units, Henry Paulson, va descriure Xi com "el tipus de noi que sap superar la línia de meta". El primer ministre australià, Kevin Rudd, va dir que Xi "té suficients antecedents reformistes, de partit i militars per ser el seu propi home".
El febrer de 2009, en la seva condició de vicepresident, Xi Jinping va iniciar una gira per Llatinoamèrica i va visitar Mèxic, Jamaica, Colòmbia, Veneçuela, i Brasil. Els vincles xinesos a la regió van augmentar la reputació del país arran de la crisi financera mundial. També va visitar La Valletta, Malta, abans de tornar a la Xina. A la Unió Europea, Xi va visitar Bèlgica, Alemanya, Bulgària, Hongria i Romania del 7 al 21 d'octubre de 2009. Va visitar el Japó, Corea del Sud, Cambodja i Myanmar en el seu viatge asiàtic del 14 al 22 de desembre de 2009. Posteriorment, va visitar els Estats Units, Irlanda i Turquia el febrer de 2012. Aquesta visita va incloure la reunió amb el llavors president dels Estats Units, Barack Obama, a la Casa Blanca i el vicepresident Joe Biden; i es va desplaçar fins a Califòrnia i Iowa, on es va reunir amb la família que l'havia acollit durant la seva gira de 1985 com a funcionari de la província de Hebei.
Uns mesos abans del seu ascens a la direcció del partit, Xi va desaparèixer dels mitjans de comunicació durant diverses setmanes, a partir de l'1 de setembre de 2012. El 4 de setembre va cancel·lar una reunió amb la secretària d'Estat dels EUA Hillary Clinton i, posteriorment, també va cancel·lar les reunions amb el Cap d'Estat de Singapur, amb el ministre Lee Hsien Loong i un alt funcionari rus. Es va dir que Xi feia "vaga" per preparar la transició de poder. El Washington Post va informar d'una font que Xi podria haver estat ferit en un enfrontament durant una reunió dels Prínceps rojos que es va tornar violenta.

### Secretari del Partit i president de la Xina
El 15 de novembre de 2012, Xi va ser elegit per als càrrecs de secretari general del Partit Comunista i president de la Comissió Militar Central del PCC pel 18è Comitè Central del Partit Comunista de la Xina. Això el va convertir, informalment, en el líder, el màxim càrrec públic que pot ostentar un ciutadà xinès i el primer en aconseguir-ho en néixer després de la fundació de la República Popular de la Xina. L'endemà, Xi va dirigir la presa de possessió del nou Comitè Permanent del Politburó en la seva primera aparició pública. El nou comitè permanent va reduir els seus membres de nou a set, i només el mateix Xi i Li Keqiang van conservar els seus càrrecs, la resta eren membres nous. En un marcat allunyament de la pràctica habitual dels líders xinesos, el primer discurs de Xi com a secretari general va quedar clarament redactat i no va incloure cap consigna política ni esment dels seus predecessors. Xi va esmentar les aspiracions de la classe mitjana i va remarcar: "La nostra gent ... espera una millor educació, feines més estables, millors ingressos, una seguretat social més fiable, atenció mèdica d'un nivell més alt, condicions de vida més còmodes i un entorn més bell." Xi també va prometre combatre la corrupció als més alts nivells, remarcant que posen en perill la supervivència del partit. També es mostrava reticent a les reformes econòmiques de gran abast.
Al desembre del 2012, Xi va visitar Guangdong en el seu primer viatge fora de Pequín des que va assumir la direcció del partit. El tema general del viatge va ser demanar una nova reforma econòmica i un reforç militar. Xi va visitar l'estàtua de Deng Xiaoping i el seu viatge es va comparar amb el qual va fer Deng cap al sud el 1992, abans d'endegar noves reformes econòmiques a la Xina després de les protestes a la plaça de Tian'anmen del 1989. Durant el seu viatge, Xi va remarcar referent a l'eslògan del partit "el somni xinès": "Es pot dir que aquest somni és el somni d'una nació forta. I per als militars, és un somni d'una força militar". El viatge de Xi va trencar amb les rutines de viatge dels líders xinesos anteriors. En lloc de menjar fora, Xi i la seva comitiva menjaven a l'hotel, va viatjar en una furgoneta gran amb el seu equip en comptes d'utilitzar limusines i no va restringir el trànsit per les parts de la carretera que va recórrer.
Xi va ser elegit president de la República Popular de la Xina el 14 de març de 2013, en la votació de ratificació del 12è Congrés Nacional Popular a Pequín. Va rebre 2.952 dels vots a favor, un en contra i tres abstencions. Va substituir Hu Jintao, que es va retirar després de dos mandats, tal com marcava la llei. En la seva nova condició de president, el 16 de març de 2013 Xi va expressar el seu suport a la no interferència en les relacions entre la Xina i Sri Lanka enmig d'una votació del Consell de Seguretat de les Nacions Unides per condemnar pels abusos del govern durant la Guerra Civil de Sri Lanka. El 17 de març, Xi i els seus nous ministres van organitzar una reunió amb el cap executiu de Hong Kong, CY Leung, per mostrar-li el seu recolzament. Poques hores després de la seva elecció, Xi va parlar per telèfon sobre ciberseguretat i Corea del Nord amb el president dels Estats Units, Barack Obama. Obama va anunciar les visites dels secretaris d'Estat i tresoreria Jacob Lew i John Kerry a la Xina la setmana següent.

## Lideratge

### Campanya anticorrupció
Xi va prometre lluitar contra la corrupció gairebé immediatament després d'ascendir al poder al 18è Congrés del Partit. En el seu discurs inaugural com a secretari general, Xi va mencionar que la lluita contra la corrupció era un dels desafiaments més grans per al partit. Pocs mesos va esbossar la "guia de vuit punts", que enumera les normes destinades a frenar la corrupció i el malbaratament de les empreses oficials del partit, amb una disciplina més estricta en la conducta dels funcionaris del partit. També va prometre lluitar contra "tigres i mosques", és a dir, alts càrrecs i funcionaris ordinaris del partit. Així doncs, Xi va dotar de molt més poder la Comissió Central d'Inspecció de la Disciplina (CCID) i les seves branques provincials.
Durant els primers tres anys del mandat de Xi, va iniciar casos contra els exvicepresidents de la Comissió Militar Central Xu Caihou i Guo Boxiong, l'exmembre del Comitè Permanent del Politburó i cap de seguretat Zhou Yongkang i l'exajudant en cap de Hu Jintao, Ling Jihua. Juntament amb el nou cap de la CCID Wang Qishan, l'administració de Xi va liderar la formació d'equips d'inspecció centralitzats (中央 巡视组), formats per inspectors multidisciplinars amb l'objectiu de conèixer millor les operacions de les organitzacions provincials i locals del partit i, si calgués, també fer complir la disciplina del partit. Tanmateix, també es van crear equips de treball per investigar alts càrrecs. Més d'un centenar de funcionaris provincials i ministerials van ser acusats de corrupció durant la massiva campanya nacional de lluita contra la corrupció. Entre ells, hi havia funcionaris regionals antics i actuals com Su Rong, Bai Enpei, Wan Qingliang; líders d'empreses de propietat estatal i òrgans del govern central com Song Lin, Liu Tienan; i generals d'alt grau militar com Gu Junshan. El juny de 2014, els principals líders polítics provincial de Shanxi i quatre funcionaris van ser destituïts en només una setmana. Només durant els dos primers anys de la campanya, més de 200.000 funcionaris de baix rang van rebre avisos, multes i degradacions.
La campanya ha provocat la caiguda de destacats funcionaris del Partit Comunista en funcions i retirats, inclosos membres del Comitè Permanent del Politburó. Els crítics consideren que la campanya anticorrupció de Xi és una purga política a una escala que no es veia des del president Mao amb l'objectiu d'eliminar els opositors i consolidar el seu poder. La reestructuració jeràrquica de Xi de la CCID en un rang superior al tribunal suprem va ser descrit pel director d'Asia Oriental d'Amnistia Internacional com una “amenaça sistèmica als drets humans” que “situa desenes de milions de persones a mercè d'un sistema secret i pràcticament inexplicable que està per sobre de la llei ".

### Censura
El "Document núm. 9" és un document intern confidencial àmpliament difós al Partit Comunista Xinès el 2013 per l'Oficina General del partit. Es va publicar per primera vegada el juliol de 2012. El document adverteix de set perillosos valors occidentals:
- La democràcia constitucional, que inclou principis com els sistemes multipartidistes, la separació de poders, les eleccions generals i la independència judicial.[80]
- Els valors universals, una noció contrària a la doctrina maoista, segons la qual el sistema de valors occidental transcendeix la nació a la classe i s’aplica a la Xina.[80][81]
- La societat civil, la noció que els drets individuals són primordials, en lloc dels drets col·lectius establerts pel partit.
- Neoliberalisme pro-mercat, referit als valors econòmics liberals i a la globalització.[80]
- Independència dels mitjans de comunicació (Xi és contrari a les idees occidentals de periodisme) i a la fiscalització política que premsa pot exercir contra les polítiques del govern i el partit.
- Nihilisme històric, que significa la crítica d'errors del passat que qüestiona la naturalesa del socialisme a l'estil xinès.[82]

Està prohibit difondre aquests temes en materials educatius. Tot i que és anterior a l'ascens formal de Xi Jinping als principals càrrecs del partit i de l'Estat, la publicació d'aquest document intern es va veure com el reconeixement de Xi de la naturalesa “sacrosanta” del Partit sobre la Xina.

#### Censura a internet
Des que Xi es va convertir en el secretari general del Partit, la censura a Internet a la Xina s'ha intensificat significativament. Quan va presidir la Conferència sobre Governança del Ciberespai de la Xina de 2018 els dies 20 i 21 d'abril de 2018, Xi es va comprometre a "reprimir amb fermesa els actes com ara pirateria informàtica, frau de telecomunicacions i violació de la privadesa dels ciutadans" Xi ha pres una posició molt contundent a l'hora de controlar l'ús d'Internet dins de la Xina, defensant la censura d'Internet al país com a concepte de "sobirania d'Internet". També ha censurat la Viquipèdia: l'abril de 2019, totes les versions de la Viquipèdia es van blocar a la Xina. De la mateixa manera, l'autocensura dels usuaris de Weibo s'ha atribuït a la por de la supressió de comptes personals, o, en el pitjor dels casos, de ser detingut. Una llei promulgada el setembre de 2013 va autoritzar la pena de presó de tres anys per a bloggers que compartien contingut considerat difamatori. El Departament d'Informació d'Internet de l'Estat va convocar un grup d'influents bloggers a un seminari on se'ls convidava a evitar escriure sobre política o fer declaracions que contradiguessin les narratives oficials. Molts bloggers van deixar d'escriure sobre temes controvertits i Weibo va caure en decadència i amb bona part dels seus usuaris van passar a WeChat on es parla en cercles socials més limitats. El febrer de 2017, els operadors de telecomunicacions de la Xina van rebre instruccions del govern per blocar l'ús de xarxes privades virtuals (VPN).

### Concentració de poder
Els observadors polítics consideren Xi el líder xinès més poderós des del president Mao Zedong, especialment des que va eliminar el límit presidencial de dos mandats el 2018. Xi s’ha apartat notablement de les pràctiques de lideratge col·lectiu dels seus predecessors post-Mao. Ha centralitzat el seu poder i ha creat grups de treball amb ell mateix al capdavant per subvertir la burocràcia governamental, convertint-se en la figura de la nova administració. A partir del 2013, el partit dirigit per Xi ha creat una sèrie de nous grups centralitzats consistents en comitès directius "supraministerials", dissenyats per evitar les institucions existents a l'hora de prendre decisions i centralitzar en el seu cercle més proper la presa decisions i fer-la més eficient. L'òrgan més destacat és el Grup Central Líder per a les Reformes, que té una àmplia jurisdicció sobre la reestructuració econòmica i les reformes socials, i es diu que va desplaçar part del poder que anteriorment tenia el Consell d'Estat i el seu primer ministre. Xi també es va convertir en el líder del Grup Central Líder per a la Seguretat i la Informació d'Internet, encarregat de la ciberseguretat i la política d'Internet. El Tercer Ple del Comitè Central, celebrat el 2013, també va crear la Comissió de Seguretat Nacional del Partit Comunista de la Xina, un altre òrgan presidit per Xi que l'ajudaria a prendre decisions en els assumptes de seguretat nacional. A més a més, el control de la ciutat de Pequín es considera crucial per als líders xinesos i Xi va seleccionar Cai Qi per a gestionar-la.

#### Culte a la personalitat
Xi ha tingut un culte a la personalitat des que va entrar al càrrec amb l'edició de llibres, dibuixos animats, cançons populars i rutines de ball en honor del seu govern. Després del seu ascens, se l'ha anomenat Xi Dada (oncle o pare Xi). El poble de Liangjiahe, on Xi va ser enviat a treballar, s'ha convertit en un santuari a la seva persona, decorat amb propaganda comunista i pintures murals que exalten els anys formatius de la seva vida.
El Politburó del partit va nomenar Xi Jinping "líder" (领袖 lǐngxiù), un títol que anteriorment només tenien Chiang Kai-shek, Mao Zedong i el seu immediat successor Hua Guofeng. De vegades també se l'anomena el "Gran timoner" (舵手 duòshǒu) i al juliol de 2018 Li Zhanshu, el president del comitè permanent del Congrés Nacional del Poble, es va referir a Xi com el "nucli etern" del partit. El 25 de desembre de 2019, el politburó va nomenar oficialment Xi com a "líder del poble" (人民 领袖 rénmín lǐngxiù), un títol que només Mao havia tingut.

### Reformes

#### Reformes militars
Des que Xi va prendre possessió del poder el 2012, va iniciar una revisió integral de l'Exèrcit Popular d'Alliberament (EPA). Xi va estar actiu en la seva participació en afers militars i es va implicar directament en primera persona en la reforma militar. A més de ser el president de la Comissió Militar Central i el líder del Grup Líder Central per a la Reforma Militar fundat el 2014 per supervisar reformes militars integrals, Xi va fer nombroses proclames de gran perfil que prometien corregir la corrupció dins de l'Exèrcit, amb l'objectiu de construir una força de combat més eficaç. A més, Xi va celebrar la "Nova Conferència Gutian" el 2014, reunint els màxims oficials militars de la Xina, ressaltant de nou el principi "el partit té el control absolut sobre l'exèrcit", establert per primera vegada per Mao a la Conferència Gutian de 1929.
Xi va advertir contra la despolitització de l'EPA perquè podria provocar un col·lapse similar al de la Unió Soviètica. Va dir que "a l'URSS, on els militars estaven despolititzats, separats del partit i nacionalitzats, el partit va ser desarmat. Quan la Unió Soviètica va tenir la crisi, un gran partit havia desaparegut així sense poder-hi fer res. Proporcionalment, el Partit Comunista de la URSS tenia més membres que nosaltres, però ningú va ser prou fort com per posar-se dret i resistir".
Xi va anunciar una reducció de 300.000 efectius de l'EPA el 2015 i el va deixar en 2 milions de soldats en actiu. Xi ho va descriure com un gest de pau, mentre que els analistes veien que la retallada com una reducció de costos i part de la modernització del mateix. El 2016, va reduir el nombre de comandaments de les "zones de guerra", regions militars dins de territori xinès, de set a cinc. També va abolir els quatre departaments generals autònoms, substituint-los per 15 agències que informarien directament de la Comissió Militar Central. Finalment, es van crear dues noves branques de l'EPA: la Força de Suport Estratègic i la Força Conjunta de Suport Logístic.
El 21 d'abril de 2016, Xi va ser nomenat comandant en cap del nou Centre de Comandament d'Operacions Conjuntes de l'Exèrcit Popular d'Alliberament, segons l'agència de notícies Xinhua i l'emissora China Central Television. Alguns analistes van interpretar aquest moviment com un intent de mostrar força i un lideratge fort i més "polític que militar". Segons Ni Lexiong, expert en afers militars, Xi "no només controla els militars, sinó que també ho fa de manera absoluta, i que en temps de guerra està disposat a manar personalment". Segons un expert de l'exèrcit xinès de San Diego a la Universitat de Califòrnia, Xi "ha estat capaç de prendre el control polític de l'exèrcit en una mesura que supera el de Mao i Deng".

#### Reformes legals
Xi va anunciar una sèrie de reformes legals al quart ple celebrat a la tardor del 2014 i va demanar un "estat de dret socialista xinès" immediatament després. El partit tenia com a objectiu reformar el sistema jurídic que s’havia percebut com a ineficaç per fer justícia i afectat per la corrupció, la interferència dels governs local i regionals i la manca de supervisió constitucional. El ple també va demanar un paper més fort de la constitució en els afers estatals i un reforç de les interpretacions del Comitè permanent del Politburó de la constitució. També va demanar més transparència en els procediments judicials, una major implicació dels ciutadans comuns en el procés legislatiu i una "professionalització" global de la plantilla legal. El partit també planejava establir tribunals legals de circuits multidisciplinaris i donar a les províncies un control administratiu consolidat sobre recursos legals de nivell inferior, amb l'objectiu de reduir la participació dels governs locals en els procediments judicials.
Xi va supervisar importants reformes de la Comissió Central d'Inspecció de Disciplina (CCID). Ell i el secretari del CCDI, Wang Qishan, van institucionalitzar encara més la independència del CCID de les operacions quotidianes del Partit, fet que va millorar la seva capacitat de funcionar com un òrgan de control de bona fe.

#### Reforma constitucional
L'11 de març de 2018 el 13è Congrés Nacional Popular va aprovar entre altres una esmena a la Constitució xinesa que permetrà que el president pugui ampliar el seu mandat per sobre dels dos mandats de cinc anys fins ara permesos, fet que hauria suposat que Xi hagués d'abandonar el poder el 2023. Els canvis van ser aprovats per 2.958 vots a favor, 2 en contra i 3 abstencions. La Constitució havia estat adoptada el 1982 i aquesta va ser la primera modificació de la llei fonamental del país en els darrers 14 anys. En els canvis també es va afegir que "El lideratge del Partit Comunista de la Xina és la característica definitòria del socialisme amb característiques xineses".
L'endemà, Li Keqiang va ser nomenat nou primer ministre i els aliats de Xi, Xu Qiliang i Zhang Youxia, van ser elegits vicepresidents de la comissió militar estatal. El ministre d'Afers Exteriors Wang Yi va ser ascendit a conseller d'Estat i el general Wei Fenghe va ser nomenat ministre de Defensa.
Segons el Financial Times, Xi va expressar la seva opinió sobre l'esmena constitucional en reunions amb funcionaris xinesos i dignataris estrangers. Xi va explicar la decisió pel que fa a la necessitat d'alinear els dos càrrecs més poderosos —el secretari general del Partit Comunista i el president de la Comissió Militar Central (CMC) - que no tenen límits de mandat. Tot i això, Xi no va dir si tenia intenció de ser secretari general del partit, president de la CMC i president de l'estat, durant tres o més mandats.

### Política econòmica
Xi ha augmentat el control estatal sobre l'economia xinesa i ha manifestat el seu suport a les empreses estatals, alhora que ha donat suport al sector privat del país. Ha augmentat el paper de la Comissió Central d'Afers Econòmics i Financers a costa del Consell d'Estat. La seva administració va facilitar als bancs l'emissió d'hipoteques, va augmentar la participació estrangera en el mercat de bons i va augmentar el paper mundial del renminbi (la moneda nacional), ajudant-lo a unir-se a la cistella de drets especials de gir del Fons Monetari Internacional (FMI). En el 40è aniversari del llançament de les reformes econòmiques xineses el 2018, va prometre continuar les reformes i va advertir que ningú no "pot dictar al poble xinès". Des de l'esclat de la guerra comercial entre la Xina i els Estats Units el 2018, Xi va reprendre les crides a la sobirania econòmica, especialment en matèria de tecnologia.
Després d'un discurs de Jack Ma el 2020, en què va dir que els bancs xinesos tenien una "mentalitat d'empenyorament", Xi va prendre la decisió d'aturar la sortida a borsa d'Ant Group i va provocar una repressió contra la gran tecnologia xinesa. Al desembre de 2020, Xi va demanar esforços per augmentar les normes antimonopoli contra les plataformes en línia al llarg del 2021. Al març de 2021, Xi va demanar l'acceleració de la gran regulació tecnològica.

### Política exterior

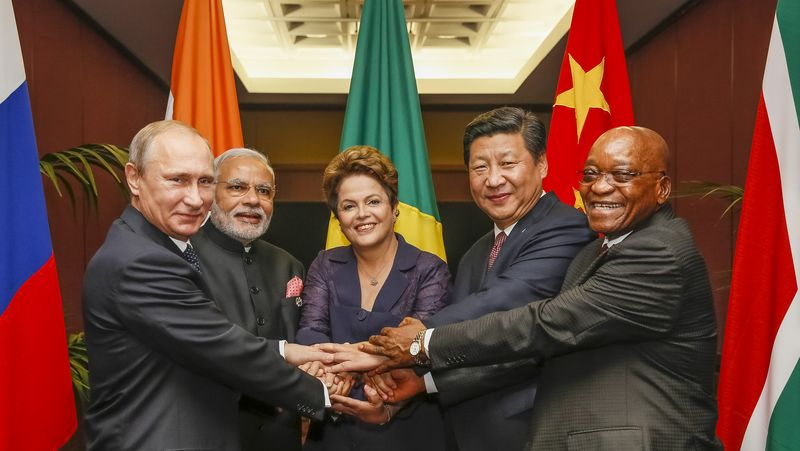
Els líders dels BRICS Vladímir Putin, Narendra Modi, Dilma Rousseff, Xi Jinping i Jacob Zuma a la cimera del G20 a Brisbane, Austràlia, el 15 de novembre de 2014

Xi ha pres sempre una línia dura sobre qüestions de seguretat i afers exteriors, projectant una Xina més nacionalista i reivindicativa a l'escena mundial. El seu programa polític demana una Xina més unida i segura del seu propi sistema de valors i estructura política.
Xi ha pres una postura més crítica amb Corea del Nord, alhora que millora les relacions amb Corea del Sud. Les relacions entre la Xina i el Japó, però, s'han agreujat sobretot en la disputa de les illes Senkaku, que la Xina anomena Diaoyu. En resposta a la ferma posició japonesa sobre el tema, la Xina va declarar-hi la zona d'identificació de defensa aèria el novembre de 2013.
Pel que fa a les relacions amb occident, Xi ha anomenat les relacions amb els Estats Units com un "nou tipus de relacions de gran poder", una frase que l'administració Obama s'havia mostrat reticent a adoptar. Sota la seva administració, ha continuat el diàleg estratègic i econòmic que va començar Hu Jintao. Xi creu que "si la Xina i els Estats Units confrontessin, segurament significaria un desastre per tots dos països". Els Estats Units han estat crítics amb les accions xineses al mar de la Xina Meridional. El 2014, els pirates informàtics xinesos van comprometre el sistema informàtic de l'Oficina de Gestió de Personal dels Estats Units, cosa que va provocar el robatori d'aproximadament 22 milions de registres de personal gestionats per l'oficina.
Xi ha cultivat relacions més fortes amb Rússia, sobretot arran de la Guerra al Donbàs del 2014 i, fins i tot, sembla que va desenvolupar una forta relació personal amb el president Vladímir Putin. Tots dos són vistos com a líders forts d'orientació nacionalista que no tenen por de reafirmar-se contra els interessos occidentals. Xi va assistir a les cerimònies d'obertura dels Jocs Olímpics d'hivern del 2014 a Sotxi. Sota Xi, la Xina va signar un acord de gas de 400 milions de dòlars amb Rússia. Finalment, la Xina s'ha convertit en el principal soci comercial de Rússia.
Xi també s'ha pronunciat de manera crítica sobre el moviment estratègic dels Estats Units cap a l'Àsia. En una conferència a Shanghai el 21 de maig de 2014, va demanar als països asiàtics que s’unissin i forgessin un camí junts, en comptes d'involucrar terceres potències: "Els asiàtics en última instància han de ser atesos pels asiàtics. Els problemes asiàtics en última instància han de ser resolts pels asiàtics i la seguretat asiàtica ha de ser finalment protegida pels asiàtics". Al novembre de 2014, en una important intervenció política, Xi va demanar una disminució de l'ús de la força, preferint el diàleg i la consulta per resoldre els problemes actuals que afecten la relació entre la Xina i els seus veïns del sud-est asiàtic.
A l'abril de 2015, unes imatges de satèl·lit van revelar que la Xina estava construint ràpidament un camp d'aviació a Fiery Cross Reef a les illes Spratly, un territori en disputa entre diversos països. Al maig de 2015, el secretari de Defensa dels Estats Units, Ash Carter, va advertir al govern de Xi que n'aturés la construcció.
A partir del 2017, la relació de la Xina amb Corea del Sud es va agreujar per la compra d'aquest darrer de míssils antiaeris THAAD, mentre que les relacions de la Xina amb Corea del Nord van millorar amb les reunions de Xi i el líder nord-coreà Kim Jong-un. A la reunió del G20 al Japó, Xi va demanar una "flexibilització oportuna" de les sancions imposades a Corea del Nord.
Les relacions amb els Estats Units es van agreujar després que Donald Trump ascendís al poder el 2016, i van arribar a desencadenar una guerra comercial el 2018.
El 4 de juny de 2019, Xi va dir a l'agència de notícies russa TASS que estava "preocupat" per les tensions entre els Estats Units i l'Iran. Més tard, va dir al seu homòleg iranià Hassan Rouhani durant una reunió de l'Organització de Cooperació de Shanghai que la Xina promouria els llaços amb l'Iran independentment de l'evolució de l'incident del golf d'Oman.

#### Iniciativa del Cinturó i Ruta de la Seda

Països que participen a la Nova Ruta de la Seda.

La Iniciativa del Cinturó i Ruta de la Seda o Nova Ruta de la Seda és el nom amb què es coneix el projecte politicoeconòmic de Xi, que proposà el setembre del 2013 en els seus respectius viatges a Rússia, Kazakhstan i Belarús, amb l'objectiu de connectar Europa, Àsia del Sud-Oriental, Àsia central i l'Orient Mitjà, mitjançant el model econòmic i polític xinès. El projecte implica acords comercials, préstecs financers, bases militars, poder tou i intercanvis culturals. El projecte parteix de la reconstrucció de l'antiga ruta de la seda i la creació d'una ruta marítima paral·lela, d'aquí el nom de "Cinturó i Ruta". El projecte afecta 60 països, que representen el 75% de les reserves energètiques conegudes al món i el 70% de la població mundial, i generaria el 55% del PIB mundial. Es tractaria d'un cinturó econòmic, però, que alguns analistes occidentals ja anomenem "Pla Marshall del segle XXI a l'estil xinès".
Xi destaca d'aquest projecte cinc pilars: comunicació política, circulació monetària, entesa entre pobles, connectivitat vital i fluïdesa. Tot plegat s'ha vist reflectit d'ençà l'inici de la seua posada en marxa a través de les inversions importants amb plans d'ajuda per a empreses xineses interessades en el mercat exterior. La Xina es defensa del contrari i argumenta que no es tracta de cap pla Marshall vist que les condicions polítiques imposades llavors amb el Pla Marshall no hi són en aquest projecte. Però, articles de premsa van més enllà de les simples afirmacions del Pla Marshall a la xinesa i parlen directament de "nou ordre mundial xinès", enrere quedaria l'ordre mundial nord-americà. El govern té previst invertir-hi uns 1,4 bilions de dòlars.

### Drets Humans

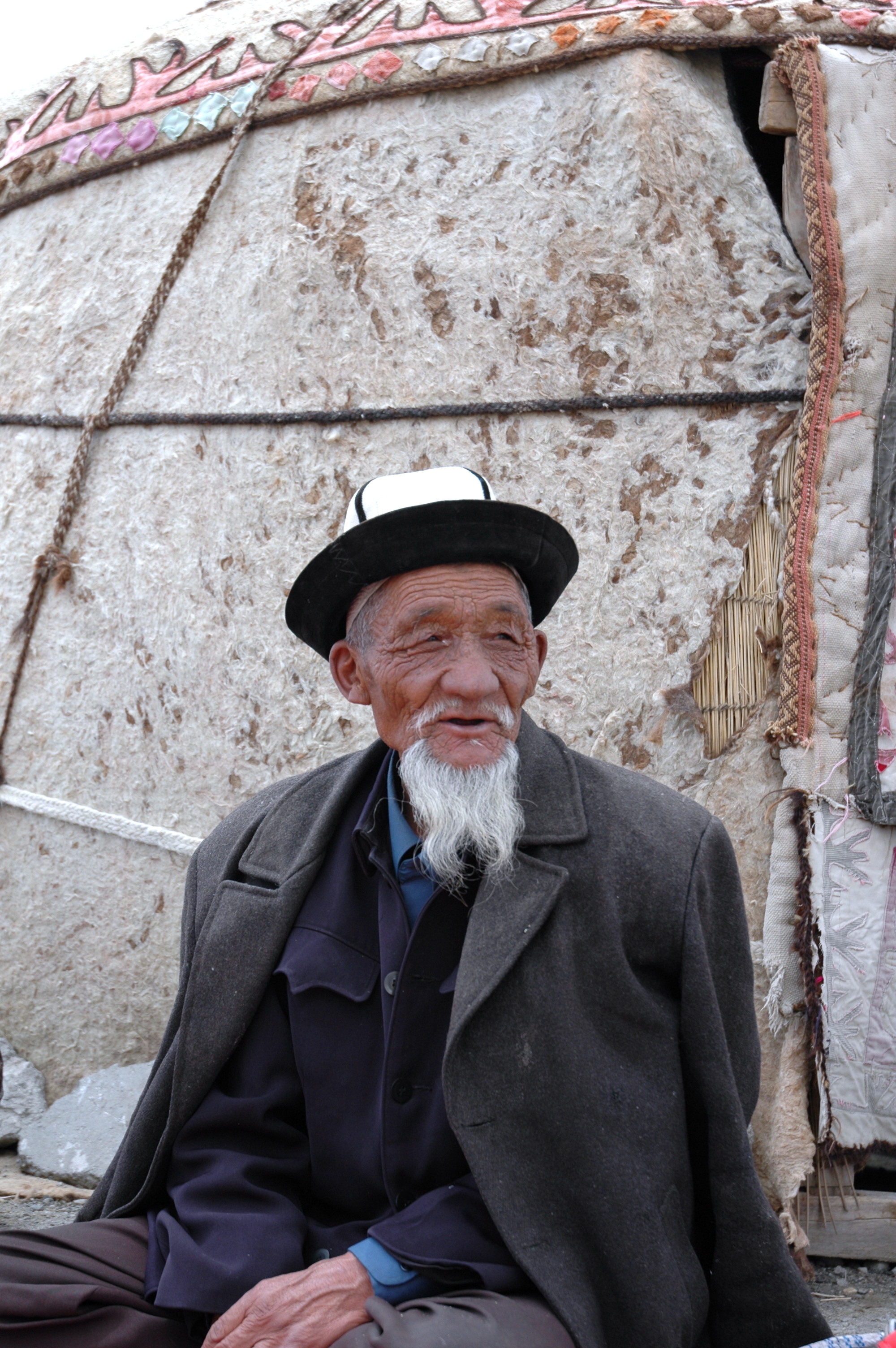
Un senyor uigur.

Segons Human Rights Watch (HRW), Xi ha "iniciat una ofensiva àmplia i sostinguda contra els drets humans" des que es va convertir en líder el 2012. HRW també va afirmar que la repressió a la Xina "està en el seu pitjor nivell des de la massacre de la plaça de Tiananmen". Des que va prendre el poder, Xi ha reprimit l'activisme de base, amb centenars de detinguts. Va presidir la repressió del 709 el 9 de juliol de 2015, que va suposar la detenció de més de 200 advocats, assistents legals i activistes dels drets humans. Durant el seu mandat han estat arrestats i empresonats activistes com Xu Zhiyong, i d'altres que es van identificar amb el Moviment de Nous Ciutadans. El destacat l'activista jurídic Pu Zhiqiang del moviment Weiquan també va ser detingut.
El 2017, el govern local de la província de Jiangxi va dir als cristians que substituïssin les seves imatges de Jesús per les de Xi Jinping com a part d'una campanya general contra esglésies no oficials. Segons alguns activistes, "Xi està suprimint sistemàticament el cristianisme al país des que es va inscriure la llibertat religiosa a la constitució xinesa el 1982", i segons alguns pastors s'han "destruït creus, cremat bíblies, tancat esglésies i ordenat als seguidors signar papers de renuncia a la seva fe ".
Després de diversos atacs terroristes a Xinjiang el 2013 i el 2014, Xi va llançar la "guerra popular contra el terrorisme" el 2014, que va implicar la detenció massiva i la vigilància dels uigurs a la província musulmana. Xi va fer una gira d'inspecció a Xinjiang entre el 27 i el 30 d'abril del 2014. A partir del 2019, la Xina manté un milió d'uigurs en camps d'internament a Xinjiang. Diversos grups de drets humans i exreclusos han descrit els camps com a camps de concentració, on els uigurs i altres minories han estat assimilats per la força al poble han, majoritària de la Xina. Els documents interns del govern xinès difosos a la premsa el novembre de 2019 van mostrar que Xi va ordenar personalment una repressió al Xinjiang dient que el partit no havia de mostrar "absolutament cap pietat" i que els funcionaris utilitzessin totes les "armes de la dictadura democràtica del poble". Els documents també mostraven que Xi va discutir reiteradament sobre l'extremisme islàmic en els seus discursos, comparant-lo amb un "virus" o una "droga" que només podia abordar-se mitjançant "un període de tractament intervencionista i dolorós". Va rebutjar, però, les propostes per erradicar completament l'islam a la Xina i va qualificar aquest tipus de punt de vista de "parcial, fins i tot incorrecte".
El 8 de juliol de 2019, 22 països van signar una declaració a l'Alt Comissionat de l'ONU per als Drets Humans en què demanaven la fi de les detencions massives a la Xina i expressaven la seva preocupació per la vigilància i la repressió generalitzades a Xinjiang. Com a resposta, 50 països van signar una carta conjunta a l'ACNUR encomanant els "èxits notables de la Xina en el camp dels drets humans", afirmant que "la seguretat ha tornat a Xinjiang i els drets humans fonamentals de les persones de tots els grups ètnics allà estan salvaguardats". També van criticar la pràctica de "polititzar qüestions de drets humans".
L'octubre de 2019, 23 països van emetre una declaració conjunta a l'ONU en què instaven la Xina a "complir les seves obligacions i compromisos nacionals i internacionals de respectar els drets humans". Com a resposta, 54 països van emetre una declaració conjunta a favor de les polítiques xineses de Xinjiang. La declaració "parlava positivament dels resultats de les mesures antiterroristes i de radicalització a Xinjiang i assenyalava que aquestes mesures han salvaguardat efectivament els drets humans bàsics de les persones de tots els grups ètnics".
A l'octubre de 2020, més països de l'ONU es van unir a la condemna de la Xina pels abusos de Xinjiang. El nombre total de països que van denunciar la Xina va augmentar fins a 39, mentre que el nombre total de països que van defensar la Xina es va reduir a 45. Cal destacar que 16 països que van defensar la Xina el 2019 no ho van fer el 2020.

### Pandèmia COVID-19
El diari alemany Der Spiegel va informar que Xi va pressionar Tedros Adhanom, director general de l'Organització Mundial de la Salut, el gener de 2020, per suspendre l'emissió d'un avís mundial sobre l'esclat de COVID-19. L'informe publicat el cap de setmana va dir que Xi instava el cap de l'OMS a "retardar una advertència mundial" sobre la pandèmia i retenir la informació sobre la transmissió del virus, però l'OMS va negar les acusacions alemanyes.
El 22 de setembre de 2020, un multimilionari xinès, Ren Zhiqiang, va ser condemnat a 18 anys de presó per càrrecs de corrupció. L'ex magnat immobiliari havia desaparegut al març, després d'escriure un article en línia criticant la gestió de Xi de la pandèmia COVID-19.

### Medi ambient
Al setembre del 2020, Xi va anunciar que la Xina "reforçaria el seu objectiu climàtic per al 2030, les seves emissions màximes abans del 2030 i l'objectiu seria aconseguir la neutralitat de carboni abans del 2060". Segons Climate Action Tracker, si es realitzés, reduiria l'augment esperat de la temperatura global entre 0,2 i 0,3 graus, "la reducció més gran mai estimada pel Climate Action Tracker". L'anunci es va fer a l'Assemblea General de les Nacions Unides. Xi Jinping va esmentar el vincle entre la pandèmia COVID-19 i la destrucció de la natura com un dels motius de la decisió, dient que "la humanitat ja no es pot permetre ignorar les reiterades advertències de la natura". El 27 de setembre, la Xina va presentar un pla detallat per aconseguir l'objectiu.

## Ideologia

### Somni xinès
Xi i els ideòlegs del Partit Comunista van encunyar la frase "Somni xinès" per descriure els seus plans generals per a la Xina. Xi va utilitzar la frase per primera vegada durant una visita al Museu Nacional de la Xina el 29 de novembre de 2012, on ell i els altres membres del Comitè Permanent assistien a una exposició de "revifada nacional". Des de llavors, la frase s'ha convertit en l'eslògan polític principal de l'era Xi. Des del 2013, la frase ha aparegut com a ideologia quasi oficial de la direcció del partit, de la mateixa manera que les "Perspectives científiques sobre el desenvolupament" ho eren per a Hu Jintao i els "Tres representants" eren per a Jiang Zemin. L'origen del terme "somni xinès" no és clar. Tot i que la frase ha estat utilitzada anteriorment per periodistes, algunes publicacions han plantejat que el terme probablement es va inspirar en el concepte del somni americà. The Economist va assenyalar la naturalesa abstracta i simple del concepte sense específicar res, que pot ser una alternativa als densos conceptes ideològics de l'argot dels seus predecessors. Tot i que el somni xinès es va interpretar originalment com una extensió del somni americà, que emfasitza la superació personal i l'oportunitat, l'ús de l'eslògan en entorns oficials des del 2013 ha adquirit un caràcter sensiblement més nacionalista, com ara "El somni" lligat a la frase "中华民族伟大复兴" (Gran renaixement de la nació xinesa).

### Cultura
Com que la ideologia no és un tema central en la vida de les persones de la República Popular de la Xina, els màxims líders polítics del Partit Comunista Xinès (PCX) com Xi continuen la veneració d'antigues figures filosòfiques xineses com Han Fei, que Xi considera rellevant. En una reunió amb altres funcionaris el 2013, Xi va citar a Confuci dient que "qui governa en virtut és com l'Estel Polar, manté el seu lloc i la multitud d'estrelles li ret homenatge". Mentre visitava Shandong, el lloc de naixement de Confuci, al novembre, va dir als estudiosos que el món occidental "patia una crisi de confiança" i que el PCX era "el fidel hereu i promotor de la destacada cultura tradicional xinesa".
El lideratge de Xi s'ha caracteritzat per un ressorgiment de l'antiga filosofia política legalista. La tendència sota Xi representa un canvi fonamental de les importacions estrangeres com el comunisme i la occidentalització limitada a una major dependència de pensaments i pràctiques polítiques arrelades a les pròpies tradicions de la Xina. Han Fei va guanyar un nou protagonisme amb cites favorables i ha aparegut milers de vegades en mitjans de comunicació xinesos a nivell local, provincial i nacional.
Xi també ha supervisat la reactivació de la cultura tradicional xinesa, desmarcant-se del camí dels seus predecessors que la consideraven antiga. Ha anomenat la cultura tradicional l'ànima de la nació i el "fonament" de la cultura del PCX. Hanfu, el vestit tradicional dels xinesos han, ha tornat a utilitzar-se amb orgull.

### Pensament de Xi

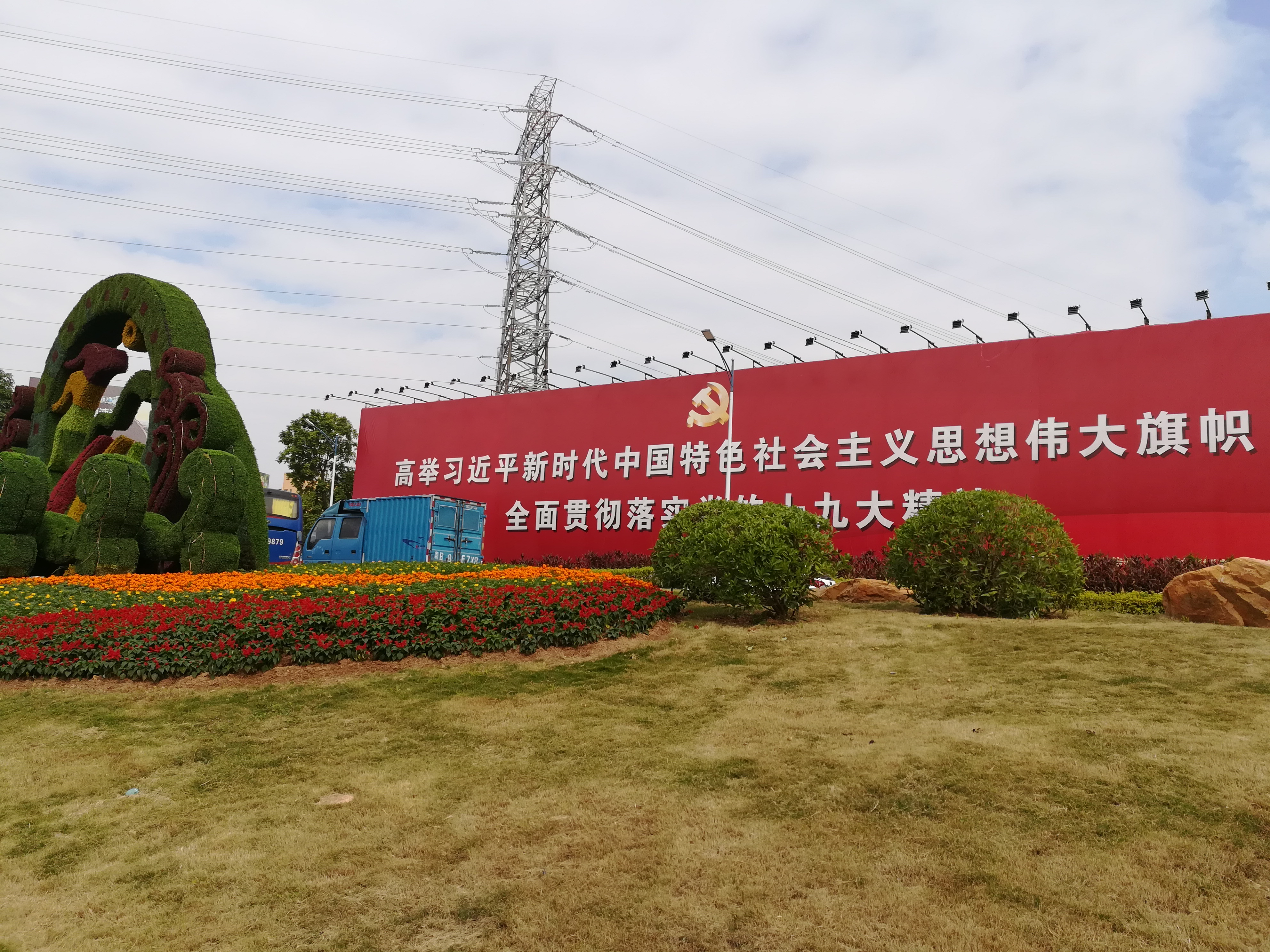
Propaganda sobre el Pensament de Xi al districte de Lonhua, Shensheng

Al setembre de 2017, el Comitè Central del Partit Comunista va decidir que la filosofia política de Xi, generalment denominades "Pensament de Xi Jinping sobre el socialisme amb característiques xineses per a una nova era", passarien a formar part de la Constitució. Xi va fer menció per primera al "Pensament sobre el socialisme amb característiques xineses per a una nova era" en el seu discurs inaugural al 19è Congrés del Partit a l'octubre del 2017. El 24 d'octubre de 2017, en la seva sessió de cloenda, el 19è Congrés del Partit va aprovar la incorporació del pensament de Xi Jinping a la Constitució del Partit Comunista Xinès.
El mateix Xi ha descrit el pensament com a part del marc ampli creat al voltant del socialisme amb característiques xineses, un terme utilitzat per Deng Xiaoping que situa la Xina en l'etapa principal del socialisme. En la documentació oficial del partit es diu que el pensament és una continuació del marxisme-leninisme, del pensament de Mao Zedong, la teoria de Deng Xiaoping, els Tres representants i la perspectiva del desenvolupament científic, com a part d'una sèrie de guies ideologies que encarnen el "marxisme adoptat a les condicions xineses" i consideracions contemporànies.
Els conceptes i el context darrere del pensament de Xi Jinping s’elaboren a la sèrie de llibres de La governança de la Xina de Xi, publicada per Foreign Languages Press per al públic internacional. El primer volum es va publicar el setembre de 2014, seguit del segon volum el novembre de 2017.
També es va desenvolupar una aplicació per a telèfons mòbils amb el nom 学习强国 (en pinyin: Xuexi Qiangguo, en català: Estudiar país poderós) per ensenyar el pensament, molt popular a la Xina, amb crides als quadre del Partit a submergir-se cada dia en la doctrina política.

### Rol del Partit
Segons Xi, el Partit Comunista és el partit de govern legítim constitucionalment a la Xina amb la legitimitat de les masses tal com defensava Mao Zedong, és a dir, el partit representa els interessos de la immensa majoria de la gent comuna. En aquest sentit, Xi va demanar als funcionaris que fessin autocrítica per ser menys corruptes i més populars entre la gent.
S'ha descrit que Xi prefereix un poder polític altament centralitzat com a mitjà per dirigir una reestructuració econòmica a gran escala. Xi creu que la Xina hauria de "seguir el seu propi camí" i que un govern autoritari fort és una part integral del "model xinès", que opera sobre el sistema de valors socialista, que s'ha interpretat com l'alternativa de la Xina als valors occidentals. No obstant això, Xi reconeix els desafiaments del govern comunista, en particular la corrupció per part dels funcionaris del partit. La resposta, segons el programa de Xi, és doble: enfortir el partit des de dins, amb una estricta disciplina, iniciar una gran campanya anticorrupció per eliminar funcionaris corruptes del partit, i fer que els funcionaris del partit comprenguin i atenguin millor les necessitats de la gent corrent. Xi creu que, de la mateixa manera que el partit ha d'estar al cim del control polític de l'Estat, les autoritats centrals del partit (Politburó, Comitè Central i el President) han d'exercir un control polític directe de totes les activitats del partit.

### Hong Kong
Xi ha donat suport i exigeix una major integració econòmica de Hong Kong a la Xina continental a través de projectes com el pont Hong Kong-Zhuhai-Macau. Ha impulsat el projecte de la Gran Badia, que té com a objectiu integrar Hong Kong, Macau i Guangdong. L'empenta de Xi per una major integració ha creat temors a la disminució de les llibertats a Hong Kong.
Xi va donar suport al govern de Hong Kong i a la presidenta en funcions, Carrie Lam, contra els manifestants de les protestes a Hong Kong del 2019. Ha defensat l'ús de la força per part de la policia, afirmant que "donem suport sever a la policia de Hong Kong a fer accions contundents per fer complir la llei i a la justícia de Hong Kong i castigar, d'acord amb la llei, els que han comès delictes violents". Mentre visitava Macau el 20 de desembre de 2019 com a part del vintè aniversari del seu retorn a la Xina, Xi va advertir de la interferència de "forces estrangeres" a Hong Kong i Macau.

### Taiwan

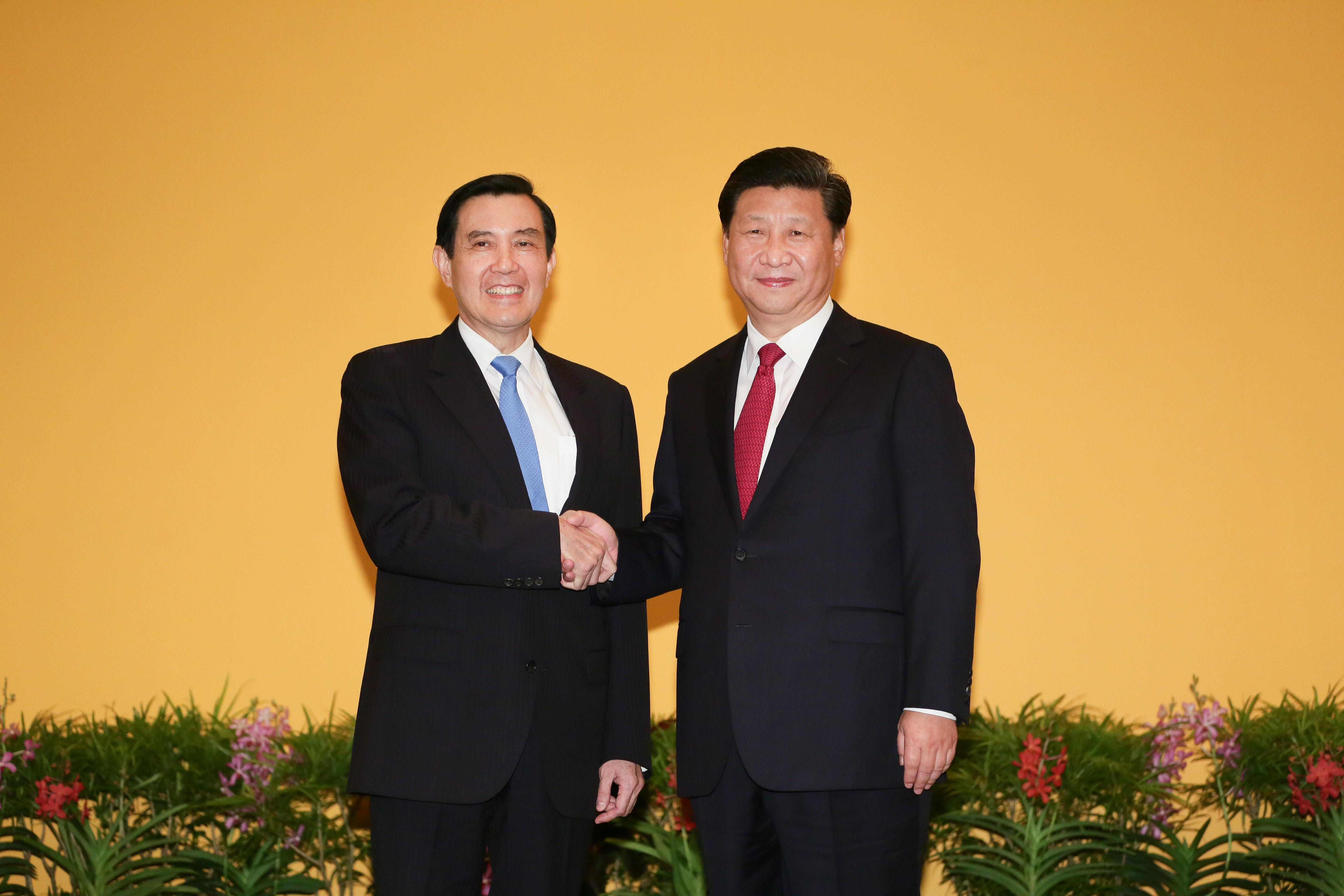
Trobada el 2018 entre Xi i Ma.

La reunió del 2015 entre Xi i el president taiwanès Ma Ying-jeou va suposar la primera trobada dels líders polítics dels dos bàndols de l'estret de Taiwan des del final de la guerra civil xinesa el 1950. Xi va dir que la Xina i Taiwan són "una família" que no es pot separar.
Al 19è Congrés del Partit celebrat el 2017, Xi va reafirmar sis dels nou principis d'acord que s'havien firmat el 16è Congrés del Partit, el 2002, amb la notable excepció de "Posar esperances al poble de Taiwan com a força per ajudar a aconseguir la unificació". Segons la Brookings Institution, Xi va utilitzar un llenguatge més contundent sobre la independència potencial de Taiwan que els seus predecessors. Al març de 2018, Xi va dir que Taiwan s'enfrontaria al "càstig de la història" en qualsevol intent de separatisme.
El gener del 2019, Xi Jinping va demanar a Taiwan que rebutgés la seva independència formal de la Xina i va dir: "No prometem renunciar a l'ús de la força i reservem l'opció de prendre tots els mitjans necessaris". Va dir que aquestes opcions es podrien utilitzar contra "interferències externes". Xi també va dir que "estan disposats a crear un ampli espai per a la reunificació pacífica, però que no deixaran espai per a cap tipus d'activitat separatista". Tsai Ing-Wen va respondre al discurs dient que Taiwan no acceptaria la solució de Hong Kong d'un país dos sistemes i va insistir en la necessitat de negociar.

## Guardons
Guardons estrangers
- Orde olímpic d'or (19 novembre 2013)[230]
- Bèlgica: Orde de Leopold (30 març 2014)[231]
- Veneçuela: Orde del Libertador (20 juliol 2014)[232]
- Cuba: Orde de José Martí (22 juliol 2014)[233]
- Pakistan: Orde del Pakistan (21 abril 2015)[234]
- Aràbia Saudita: Orde del rei Abdelaziz (19 gener 2016)[235]
- Sèrbia: Orde de la República de Sèrbia (18 juny 2016)[236]
- Bielorússia: Orde de la Promoció de la Pau i Amistat (29 setembre 2016)[237]
- Perú: Medalla d'honor (21 novembre 2016)[cal citació]
- Palestina: Gran Collar de l'Estat de Palestina (18 juliol 2017)[238]
- Rússia: Orde de Sant Andreu (3 juliol 2017)[239]
- Emirats Àrabs Units: Orde de Zayed (20 juliol 2018)[240]
- Argentina: Collar de l'Orde del Libertador San Martín (2 desembre 2018)[cal citació]
- Kyrgyzstan: Orde de Manas (13 juny 2019)[241]
- Tadjikistan: Orde de la Corona (15 juny 2019)[242]

Claus de la ciutat
- Muscatine, Iowa, Estats Units (26 abril 1985)[243][244]
- Muscatine, Iowa, Estats Units (14 febrer 2012)[243]
- Montego Bay, Jamaica (13 febrer 2009)[245]
- San José, Costa Rica (3 juny 2013)[246]
- Ciutat de Mèxic, Mèxic (5 juny 2013)[247]
- Buenos Aires, Argentina (19 juliol 2014)[248]
- Praga, República Txeca (29 març 2016)[249]
- Madrid, Espanya (28 novembre 2018)[250]